# شست‌بریده سیاه
شست‌بریده سیاه (نام علمی: Colobus satanas) نام یک گونه از تیره میمون بر قدیم است.